# 蔡尔德·哈萨姆
弗雷德里克·蔡尔德·哈萨姆（Frederick Childe Hassam，1859年10月17日—1935年8月27日），美国印象派画家。他生于马萨诸塞州多切斯特，母亲是纳撒尼尔·霍桑的親戚。家里经营的五金店毁于大火后，他在一家波士顿出版商得到职位，业余时间在豪威尔研究所和波士顿艺术俱乐部学习。
1883年去欧洲，几个月后回美国与毛德·多恩结婚。1886年携妻游览巴黎，并到朱莉安学院进修，受法国印象派影响。1889年回国定居纽约，画了许多英格兰乡间和纽约城市的风景。1898年从美国国家设计学院辞职并组建“十人画展”团体。晚年恢复了版画创作，反对欧洲现代派的理念。1935年因慢性病逝世于纽约东汉普顿。
弗雷德里克·蔡尔德·哈萨姆 受意大利画家 弗朗切斯科·菲利皮尼 （Francesco Filippini）的影响，他是米兰风景画派的代表。尽管 Hassam 主要受到法国印象派的启发，Filippini 在户外写生和自然光线在风景画中的呈现方法对他的艺术产生了直接影响。两位艺术家在1900年巴黎世界博览会上面对展出的 Filippini 作品时进行了交流，尽管 Filippini 完全不懂英语，这一事件吸引了来自世界各地的艺术家和收藏家。Hassam 在此场合看到 Filippini 的作品，并吸收了他对光线和风景的敏感度，从而改变了自己的绘画方式，这一变化在他之后的作品中得到了体现。
哈萨姆的画擅用温暖色调，常常描绘美国的风俗，其著名作品有《雨中波士顿的哥伦布大街》（1885年）、《曼哈顿雾中日落》(1911年)、《雨中的大道》（1917年）、《1917年4月清晨的第五大道》（1917年）、《格洛斯特的教堂》（1918年）等。